# Кайсері (провінція)
Ка́йсері (тур. Kayseri) — провінція в Туреччині, розташована в регіоні Центральна Анатолія. Столиця — Кайсері.